# Paolo Macchiarini
Paolo Macchiarini (Basilea, 22 agosto 1958) è un chirurgo italiano noto per aver svolto procedure sperimentali di chirurgia toracica e medicina rigenerativa, poi condannato in Svezia per reati di frode legata alla ricerca e lesioni personali colpose con aggravante a danno di pazienti.
Il caso, che ha coinvolto anche i vertici dell'Istituto Karolinska, è stato definito dalla stampa come "il più grande scandalo della storia".
La produzione scientifica di Macchiarini comprende 114 articoli originali sottoposti a peer review, 18 revisioni sistematiche, 51 capitoli di libri. Al 2023, 11 delle sue pubblicazioni di ricerca sono state ritirate, altre hanno ricevuto una expression of concern (avviso dell'editore che l'articolo potrebbe contenere errori o essere inaffidabile) e altre sono state corrette.
Fu inizialmente considerato un pioniere nell'utilizzo di intelaiature, sia biologiche che sintetiche, intrise di cellule staminali dei pazienti, da utilizzare come impianti protesici sostituivi di trachea; ottenne notorietà come primo chirurgo ad aver effettuato un trapianto di trachea, ed in seguito il primo innesto di protesi tracheali artificiali. Il chirurgo è stato poi accusato di aver sottoposto vari pazienti ad interventi privi di ogni base scientifica, non riconosciuti dalla medicina e nemmeno inquadrati in sperimentazioni autorizzate; emersero accuse secondo cui le procedure erano state eseguite su persone non gravemente malate. I pazienti operati in Svezia sono morti, sebbene i decessi non siano stati direttamente collegati agli interventi chirurgici; secondo i media sono morti anche quattro dei cinque pazienti russi. Prima di morire, alcuni pazienti sono anche stati sottoposti a ripetuti interventi per rimuovere gli impianti protesici.

## Carriera scientifica

### Formazione e primi incarichi
Dopo la seconda guerra mondiale suo padre partì per la Svizzera, e lì Macchiarini nacque e crebbe, frequentando le scuole nella Svizzera tedesca. Macchiarini aveva sempre desiderato fare il medico, quindi in accordo con la famiglia andò in Italia, per studiare Medicina e Chirurgia all'Università di Pisa, laureandosi nel 1986 con una tesi sul trattamento chirurgico dell'enfisema bolloso. Presso la stessa università, nel 1991 conseguì la specializzazione in Chirurgia generale con una tesi sul carcinoma polmonare non a piccole cellule.
Proseguì gli studi dapprima negli Stati Uniti all'Università dell'Alabama a Birmingham con un posto come ricercatore di chirurgia toracica ottenendo un master in biostatistica nel 1991, poi, sostenendo di non avere prospettive accademiche in Italia, andò in Francia sotto la guida del chirurgo francese Philippe Dartevelle, ottenendo nel 1993 un Master of Science in Trapianto d'organi e tessuti all'Università della Franca Contea (tesi sull'allotrapianto di trachea e tracheoesofageo), poi un dottorato di ricerca di Salute e scienze della vita in Trapianti di organi e tessuti nel 1997. Qui ottenne anche l'abilitazione a Direttore di ricerca. Tra 1995 e 1999 svolse anche un tirocinio chirurgico presso il Centro chirurgico Marie-Lannelongue, nel Dipartimento di Chirurgia Toracica e Vascolare e trapianto cuore-polmone.
Seguì un trasferimento in Germania nell'aprile 1999, dove nel 2000 ottenne la specializzazione in Chirurgia toracica, lavorando fino al 2004 all'ospedale Heidehaus di Hannover.
Nel 2003 diventa direttore del programma di chirurgia delle vie aeree, funzione e imaging della trachea, diagnosi e trattamento delle stenosi tracheali benigne e delle fistole tracheoesofagee, gestione chirurgica dei tumori tracheali, principii di chirurgia pediatrica delle vie aeree, presso la Scuola europea di chirurgia cardio-toracica di Bergamo.

### L'attività in Spagna
Tra 2005 e 2009 assunse la direzione del Dipartimento di Chirurgia Toracica Generale presso la Hospital Clínic i Provincial universitaria di Barcellona.
Qui, nel 2008, sperimentò il primo trapianto di trachea da donatore umano colonizzata con le cellule staminali del ricevente, sulla paziente Claudia Castillo, affetta da broncomalacia: il bronco sinistro era stato danneggiato dalla tubercolosi e il polmone era collassato. Fu l'unica paziente sottoposta a trapianto di trachea da Macchiarini a Barcellona, in quanto una seconda operazione fu annullata a causa di formalità tecniche. La trachea proveniva da un cadavere spagnolo, privata delle sue cellule presso l'Università di Padova e poi disseminata, presso l'Università di Milano, di cellule prelevate dal midollo osseo della paziente coltivate presso l'Università di Bristol alla Scuola di Scienze Veterinarie di Langford. Il team di Bristol ingannò le autorità sanitarie britanniche presentando Claudia come morente di cancro all'esofago, ed eseguì tutta la manipolazione e la differenziazione delle cellule nel laboratorio veterinario senza una licenza (Human Tissue Authority) per la lavorazione di tessuti a scopo umano, per la quale aveva già presentato domanda senza successo nell'aprile 2007; la trachea fu poi trasportata a Barcellona con un aereo privato e trapiantata due giorni dopo, il 12 giugno, da Macchiarini e Birchall.
Il trapianto di trachea fallì completamente. Nella successiva pubblicazione su Lancet, Macchiarini scrisse che già un anno dopo l'operazione, la paziente aveva dovuto essere ripetutamente sottoposta a posizionamenti di stent nelle vie aeree. Nel febbraio 2014 la paziente fu ricoverata per insufficienza respiratoria acuta e atelettasia totale del polmone sinistro; alla broncoscopia era evidente un collasso bronchiale dell'80%. Nel luglio 2016 Claudia subì una pneumonectomia, la rimozione chirurgica dell'intero polmone.
Nel 2009 diventò Professore onorario all'University College di Londra.

### L'attività in Italia e lo spostamento in Svezia
Sotto invito dell'assessore alla sanità della Regione Toscana, Enrico Rossi, iniziò anche ad effettuare interventi chirurgici al Careggi di Firenze; venne infatti assunto sulla base della possibilità di "chiamata diretta e per chiara fama" prevista dalla recente legge 1/2009 (Disposizioni urgenti per il diritto allo studio, la valorizzazione del merito e la qualità del sistema universitario e della ricerca). Prese parte all'attività del neonato "Laboratorio clinico per la patologia toracica ad alta complessità vascolare e respiratoria e alternativa al trapianto polmonare", istituito tra Azienda ospedaliero-universitaria e Facoltà di Medicina dell'Università di Firenze. Si caratterizzò per interventi sulla trachea con una tecnica che aveva presentato poco prima a San Francisco: a paziente sveglio, in anestesia peridurale toracica.
Anche qui eseguì cinque trapianti di trachea con cellule staminali: i primi quattro furono giustificati come cure compassionevoli, approvati dal comitato etico dell'ospedale, perché i pazienti avevano un'aspettativa di vita molto scarsa; l'ultimo di essi, su pressioni da parte dell'Agenzia italiana del farmaco che lo stesso Macchiarini ne facesse richiesta, fu inserito in una sperimentazione clinica sotto la responsabilità del Centro nazionale trapianti. Nel 2016 fu poi comunicato che quella sperimentazione, con quell'unico intervento, aveva avuto esito negativo («gravi complicazioni post operatorie e decessi») ed era stata interrotta per decisione del chirurgo. Dell'esito degli interventi sugli altri pazienti italiani, in realtà non sono mai emerse notizie certe da parte delle strutture sanitarie.
Tra 2009 e 2010 nacque una contesa relativamente alla possibilità di offrirgli una cattedra di insegnamento all'università di Firenze, a causa di dubbi rilevati dal collegio universitario relativamente al suo curriculum come docente; questo lo portò a trasferirsi all'Istituto Karolinska.

### L'attività di sperimentazione in Svezia e Russia
L'attività di Macchiarini in Russia iniziò nel febbraio 2010, quando tenne un master class in chirurgia rigenerativa su invito di Mikhail Batin, presidente della Science for Life Extension Foundation (SLEF). Otto mesi dopo, Macchiarini accettò di eseguire un trapianto di trachea, in coppia con il chirurgo Vladimir Porhanov presso il Centro nazionale di ricerca chirurgica Boris Petrovsky di Mosca. La SLEF contribuì a ottenere un mega-finanziamento di 2,6 milioni di dollari dal governo russo, volto ad attirare talenti stranieri, e finanziamenti aggiuntivi dall'all'Università statale del Kuban' di Krasnodar.
Nel marzo 2011 Macchiarini diventò direttore del Centro avanzato di medicina traslazionale rigenerativa del Karolinska, e sempre quell'anno direttore del CERT (Centro Europeo Ricerca Toracica) a Firenze.
Nel giugno 2011, Macchiarini e i suoi colleghi del Karolinska dichiararono di aver intrapreso con successo il primo trapianto al mondo di una trachea realizzata interamente con una struttura sintetica nanocomposita, disseminata di cellule staminali del ricevente. Il paziente, Ademariam Beyene, uno studente africano che viveva in Islanda, soffriva di cancro alla trachea potenzialmente letale; Macchiarini avrebbe progettato l'impalcatura della protesi, a forma di Y, con il professor Alexander Seifalian, dell'University College: poiché l'organo sarebbe stato costruito con cellule provenienti dal paziente, non vi era alcun rischio che venisse rigettato dal suo sistema immunitario. Il dottor Pierre Delaere, professore di otorinolaringoiatria e di chirurgia testa/collo alla Katholieke Universiteit Leuven, descriveva come sia impossibile per i chirurghi garantire un nuovo apporto di sangue alla trachea, donata o sintetica, definendo il metodo Macchiarini "una delle più grandi bugie della storia della medicina, perché si fa qualcosa che è impossibile da un punto di vista teorico". Anche l'uso delle cellule del midollo osseo è stato oggetto di critiche, in quanto non vi sarebbero prove che queste cellule si differenzino in epiteli della mucosa o in vasi sanguigni; l'affermazione secondo cui le cellule del midollo osseo possano creare qualsiasi tipo di tessuto si baserebbe su vecchi documenti, ormai da tempo screditati dalla scienza.
La struttura veniva cosparsa con cellule staminali prelevate dal midollo osseo del paziente, quindi collocata in un bioreattore, dove ruotava in una soluzione progettata per favorire la crescita cellulare, con l'idea che queste cellule si dividessero e si trasformassero in cellule tracheali. Macchiarini aveva depositato sulla struttura anche frammenti di cellule prelevate dal naso del paziente, sperando che queste crescessero fino a formare un rivestimento di cellule epiteliali.
Entro la fine dell'anno, Macchiarini e i suoi colleghi avevano pubblicato su Lancet che il paziente aveva "vie aeree quasi normali" prive di infezioni e con nuovi tessuti cresciuti. Questo aveva inviato un segnale alla comunità medica che il progetto "miracoloso" di coltivare e impiantare trapianti sintetici fosse un trattamento praticabile. In un articolo del 2014, pubblicato sul Journal of Biomedical Materials Research, Macchiarini riferì che il paziente avesse delle vie aeree "quasi normali" un anno dopo l'operazione, ripetendo la frase dell'articolo di Lancet: egli in realtà era morto nel 2013, dopo avere subito ripetute infezioni e tentativi di mantenere aperta la trachea con stent; la sua autopsia rivelò che la trachea sintetica si era staccata.
Insieme ai suoi colleghi, Macchiarini ha eseguito un totale di otto trapianti di questo tipo tra il 2011 e il 2014: tre in Svezia tra 2011 e 2012, e cinque in Russia, all'Università del Kuban'. Al Karolinska, si presentò da Macchiarini anche una ragazza turca, Yesim Cetir, per essere curata a seguito di un precedente intervento con complicanze indesiderate a trachea e polmone sinistro: nel 2012 Macchiarini le asportò il polmone sinistro e sostituì la trachea con un tubo, poi sostituì il tubo con una trachea artificiale; l'anno successivo la protesi si chiuse e Macchiarini la sostituì con un'altra. Cetir ebbe molte complicanze, ed arrivò a soffrire di insufficienza renale; nel 2016 fu sottoposta a trapianto multiplo di organi e la sua trachea fu sostituita con una donata da cadavere. Morì nel marzo 2017.
Il 27 settembre 2012 Macchiarini venne arrestato in Russia su ordine della Procura di Firenze, dopo le denunce di alcuni pazienti, con accusa di concussione, dapprima derubricata in truffa e poi in ipotesi di tentata truffa (perché non vi era prova della volontà di raggirare i pazienti o della richiesta di denaro); furono imputati anche altri medici del Careggi e la caposala. Altre accuse erano che il chirurgo avrebbe alterato le liste d'attesa per avvantaggiare alcuni pazienti rispetto ad altri e che non avrebbe versato il dovuto all'azienda ospedaliera per gli interventi eseguiti in regime di intramoenia. Gli ex direttori sanitario e generale del Careggi furono invece accusati di abuso di ufficio e omissione di atti di ufficio, contestati di non aver controllato e impedito a Macchiarini e ai suoi collaboratori quanto accusato, poi assolti nel 2015 per non aver commesso il fatto. Nel 2016 poi anche Macchiarini e tutti gli altri imputati furono assolti, perché il fatto non sussisteva; sentenza confermata in appello nel 2017 ed in cassazione nel 2021.
Presso l'Ospedale Pediatrico dell'Illinois a Peoria, nell'aprile 2013, in una bambina di due anni nata senza trachea, Hannah Warren, Macchiarini ne impiantò una sintetica; l'operazione coinvolgeva anche l'esofago. Il decorso non fu buono e fu necessario un secondo intervento a giugno; la bambina morì il 6 luglio 2013, per complicazioni del secondo intervento chirurgico.
Nel 2013 il Karolinska sospese tutti i trapianti di trachea e rifiutò di prolungare il contratto a Macchiarini come chirurgo. L'istituto gli permise di continuare a lavorare e non avviò un'indagine su Macchiarini fino a novembre 2014, dopo una pubblicazione del New York Times che riportava le denunce dei pazienti.
Nel 2014 il suo lavoro fu presentato in una mostra celebrativa permanente sul valore scientifico e tecnologico della Russia al Museo Politecnico di Mosca. In quel periodo Macchiarini impiantò una trachea sintetica al paziente Dmitri Onogda a Krasnodar; l'intervento fallì, l'impianto fu rimosso e nel 2017 Onogda era ancora vivo.

## Gli scandali mediatici
Accuse di cattiva condotta contro Macchiarini iniziarono ad emergere nel giugno 2014, incluso il fatto che avesse esagerato il successo dei suoi impianti tracheali in diversi articoli scientifici che descrivevano esperimenti su ratti e persone. Macchiarini fu accusato da quattro ex colleghi e coautori di aver falsificato le affermazioni nella sua ricerca al Karolinska; l'aprile successivo, il comitato etico dell'Istituto rispose alle accuse riguardanti l'etica della ricerca e la revisione paritaria su The Lancet, ritenendole infondate.
Il Karolinska incaricò poi un esperto esterno, Bengt Gerdin, di rivedere le accuse, confrontando i risultati riportati con le cartelle cliniche dell'ospedale; il rapporto fu pubblicato dall'università nel maggio 2015: Gerdin scoprì che Macchiarini aveva mantenuto una cattiva condotta di ricerca in sette articoli, non ottenendo l'approvazione etica per alcune delle sue operazioni e travisando il risultato di alcune di esse, così come il lavoro che aveva svolto sugli animali. Nell'agosto 2015, dopo aver esaminato i risultati e la confutazione fornita da Macchiarini, il vicecancelliere del Karolinska Anders Hamsten ritenne che egli avesse agito "senza la dovuta diligenza" ma senza aver commesso una cattiva condotta; anche The Lancet, che pubblicava l'opera di Macchiarini, pubblicò un articolo in sua difesa.
Nel 2016 l'emittente SVT realizzò Experimenten, un documentario in tre puntate su Macchiarini curato dal regista Bosse Lindquist: setacciando gli archivi dei media di tutto il mondo alla ricerca di filmati di Macchiarini, trovò innumerevoli materiali, ad esempio filmati delle broncoscopie di Andemariam Beyene; le riprese sembravano in conflitto con le descrizioni del paziente negli articoli pubblicati: invece di "vie aeree quasi normali", il filmato mostrava che il tessuto cicatriziale impediva il passaggio dell'aria al polmone destro, oltre ad una fistola all'estremità della trachea. Nella prima parte della serie venne rivelato che Macchiarini aveva già riscontrato grossi problemi con la trachea artificiale dopo il primo intervento e che la plastica non funzionava come previsto, essendo troppo dura e di materiale non ottimale; ciononostante egli andò avanti con le operazioni, continuando a sviluppare il materiale: pur ammettendo che la trachea sintetica allo stato attuale non funzionasse, Macchiarini non riteneva che provarla in altri pazienti senza ulteriori test fosse inappropriato.
In un lungo articolo su Vanity Fair pubblicato a gennaio 2016, il chirurgo viene anche accusato di aver mentito su molti aspetti della vita privata a Benita Alexander-Jeune, una giornalista e produttrice televisiva che aveva promesso di sposare nel 2013: avrebbe negato di essere sposato con un'altra donna (in realtà aveva sposato nel 1986 una donna italiana, con cui aveva avuto due figli; dal 2012 aveva intrapreso una relazione con una donna brasiliana, da cui avrebbe avuto una figlia, sebbene egli ne smentisca la paternità) e avrebbe affermato di essere il medico personale del presidente americano Barack Obama, di Bill e Hillary Clinton, dell'imperatore giapponese Akihito e del Papa.
Dopo che in Svezia andò in onda Experimenten, sulla stampa russa apparvero alcune pubblicazioni su Macchiarini, ed una verifica del Servizio federale per la sorveglianza della sanità pubblica (Roszdravnadzor) all'ospedale di Krasnodar rivelò che egli aveva operato senza licenza medica russa e non aveva presentato alcuna documentazione sui materiali della trachea artificiale: all'ospedale fu ordinato di correggere tali violazioni, ma non fu imposta alcuna sanzione.
Il 28 gennaio 2016 il Karolinska dichiarò che il documentario conteneva affermazioni di cui non era a conoscenza e che avrebbe preso in considerazione la riapertura delle indagini: a queste preoccupazioni fece eco il presidente dell'Associazione medica svedese, chiedendo un'indagine indipendente che esaminasse anche il modo in cui la questione era stata gestita dalla direzione dell'università e dell'ospedale. Si scoprì che il chirurgo aveva falsificato il curriculum proposto al Karolinska: dichiarava di essere stato professore per due anni all'Università di Pisa, quando in realtà si trattava di un incarico di insegnamento, per due mesi nel 1991 e due mesi nel 1992; non fu mai impiegato come professore presso la Medizinische Hochschule di Hannover e non ricevette da loro alcuno stipendio, avendo però la qualifica di professore a contratto, che non implica un rapporto di lavoro. Macchiarini non ebbe nemmeno una cattedra a Barcellona, lavorando come insegnante e ricercatore non retribuito; aveva anche inventato di essere capo del "Laboratorio di Bioingegneria Toracica", un dipartimento che non è mai esistito presso l'ospedale universitario di Barcellona. Il Karolinska valutò che le inesattezze non fossero di natura tale da richiedere l'avvio di un procedimento in materia di diritto del lavoro, chiudendo il suo gruppo di ricerca entro la fine dell'anno e il chirurgo lavorò fino alla scadenza del contratto.
Il preside dell'università e molti altri si sono poi dimessi a causa dello scandalo: Urban Lendahl, segretario del comitato Nobel per la medicina, si è dimesso nel febbraio 2016, a causa del suo coinvolgimento nell'assunzione di Macchiarini. Poco dopo si è dimesso anche il vicecancelliere del Karolinska, Anders Hamsten, che nel 2015 aveva assolto Macchiarini dall'accusa di cattiva condotta scientifica. Il 5 settembre 2016 il governo svedese licenziò l'intero consiglio direttivo dell'Istituto, imponendo membri di nomina governativa e incaricando un gruppo per proporre i nuovi membri esterni.
Nel frattempo, ancor prima che finisse il maxi-finanziamento russo, la Fondazione Scientifica Russa gli aveva concesso un nuovo finanziamento di circa 1 milione di dollari all'anno per sviluppare un esofago con l'ingegneria tissutale e per testarlo su primati. Dopo essere stato licenziato dal Karolinska, Macchiarini chiese di trasferire la sovvenzione dall'Università statale del Kuban' all'Università di Kazan'. Qui ha lavorato fino all'aprile 2017, quando l'istituto ha dichiarato che si sarebbe concentrato su studi sull'esofago anziché sulla trachea, di fatto licenziando il chirurgo; la decisione arrivò nove giorni dopo che Nature Communications ritirò, a seguito della pubblicazione del rapporto commissionato dal Karolinska, un articolo di Macchiarini che avrebbe documentato un presunto successo dei trapianti di esofago nei ratti.
Il gruppo svedese di indagine sulla cattiva condotta scientifica nel 2017 ha trovato prove di frode nella ricerca da parte di Macchiarini e dei suoi coautori in sei articoli e ha chiesto che venissero ritirati; uno degli articoli affermava anche che le procedure erano state approvate da un comitato etico, quando ciò non era avvenuto. L'indagine, condotta da Kjell Asplund, presidente del Consiglio svedese di etica medica, rilevò che le basi scientifiche per gli interventi erano deboli e condannò la mancata analisi dei rischi prima che i pazienti ricevessero l'operazione, o la mancata approvazione etica della ricerca: emerge dai rapporti un quadro di un medico che persiste con una tecnica che mostra pochi segni di successo, capace di correre rischi straordinari con i suoi pazienti, ed un'istituzione medica talmente attaccata al suo chirurgo di spicco da ignorare le prove crescenti della sua inaffidabilità.
Secondo chirurghi dell'University College, il principale problema con i materiali utilizzati sarebbe stata la mancanza di integrazione col tessuto corporeo circostante, sia all'esterno che alle estremità di collegamento ai bronchi e alla laringe: in quei punti il tessuto cicatriziale può diventare un ostacolo alla respirazione; inoltre la trachea artificiale comprimerebbe l'esofago in posizione supina. Infine, non sembrava crescere alcun rivestimento cellulare della struttura, lasciando un dispositivo cronicamente infetto e incapace di eliminare adeguatamente le secrezioni.

### Ritrattazione degli articoli scientifici
- Nature Communications: 1 expression of concern nel 2016, 1 articolo ritirato nel 2017[6]
- The Lancet: 1 expression of concern nel 2016 e 2 nel 2023, 2 articoli corretti nel 2017 ed 1 nel 2019, 2 articoli ritirati nel 2018[2] e 2 nel 2023[6]
- Thoracic Surgery Clinics: 1 articolo ritirato nel 2018[6]
- Journal of Biomedical Material Resarch: 1 articolo ritirato nel 2018[6]
- Biomaterials: 2 articoli ritirati nel 2019[6]
- Respiration: 1 articolo ritirato nel 2023[6]

### I processi
Il chirurgo fu accusato di omicidio colposo in Svezia nel 2016, per la morte dei tre pazienti sottoposti a trapianto di trachea con cellule staminali, e assolto nel 2017 dopo un anno di indagine medico-legale, in quanto il reato non poteva essere dimostrato.
Nel dicembre 2018 fu riaperto il caso, con imputazione di lesioni personali colpose con aggravanti nei confronti dei tre pazienti morti, avendo ottenuto nuove prove scritte e intervistato persone in cinque paesi diversi. Durante il processo tenutosi presso il tribunale distrettuale di Solna, i pubblici ministeri hanno sostenuto che gli interventi chirurgici sui tre pazienti in Svezia costituissero omicidio colposo, o lesioni personali, dovute a negligenza, poiché Macchiarini avrebbe agito al di là della "scienza e comprovata esperienza". Macchiarini ha insistito in tribunale sul fatto che i trapianti fossero un'alternativa decisa dopo che tutte le altre opzioni terapeutiche erano state escluse, e di non essere stato l'unico responsabile della decisione di operare, ma di discutere dei suoi pazienti in convegni multidisciplinari, con oltre trenta professionisti coinvolti nel processo decisionale, nonché nella cura intra- e postoperatoria del paziente. Macchiarini fu condannato per lesioni personali, ma non per aggressione, con una sospensione condizionale della pena, il che significa che se dovesse commettere un altro reato durante un periodo di libertà vigilata di due anni, il tribunale rivaluterebbe la pena.
Il 21 giugno 2023, tuttavia, la sua pena è stata aumentata a due anni e sei mesi di reclusione dopo essere stato giudicato colpevole di aggressione aggravata contro tre dei suoi pazienti dalla corte d'appello. I suoi avvocati hanno presentato ricorso alla Corte Suprema con l'opportunità di presentare nuove prove, ma essa lo ha rifiutato il 30 ottobre 2023.

## Nella cultura di massa
- Il libro russo Megagrant,[77] pubblicato nel 2015, racconta le vicende di Macchiarini con le trachee artificiali, pieno di ammirazione sui suoi successi russi; l'autrice è la responsabile stessa del finanziamento di Macchiarini, Elena Kokurina. Il testo viene descritto come "pieno di distorsioni e disonestà".[78]
- Nell'ottobre 2016, la BBC ha trasmesso un documentario in tre parti della serie Storyville, Fatal Experiments: The Downfall of a Supersurgeon, diretto da Bosse Lindquist e basato sui precedenti documentari svedesi su Macchiarini.[79][80][81]
- Tra agosto e settembre 2021, viene pubblicata la terza stagione della serie di podcast Dr. Death intitolata Miracle Man, che contiene sei episodi su Macchiarini. La serie narra le accuse a Macchiarini di cattiva condotta etica e manipolazione nell'attività medica, insieme ai comportamenti ingannevoli nella sua relazione con Benita Alexander, raccontate attraverso una serie di interviste con la donna.[82]
- Viene annunciato che anche la seconda serie dell'adattamento televisivo del podcast, in uscita a dicembre 2023, si concentrerà su Macchiarini, interpretato dall'attore Édgar Ramírez.[83]
- Nel 2023 è stato pubblicato un documentario Netflix su Macchiarini, Bad Surgeon: Love Under the Knife.[84]